# WIMP (소프트웨어 번들)
WIMP는 웹 서버를 운영하는 데 자주 사용되는 소프트웨어 모음으로 다음을 가리킨다.
- Windows(윈도) - 운영 체제
- IIS - 웹 서버
- MySQL 또는 MSSQL - DBMS
- PHP 또는 Perl 또는 Python - 프로그래밍 언어

윈도 서버인 경우 IIS를 사용할 수 있으나, 일반 윈도인 경우는 IIS를 포함하고 있지 않기 때문에 Apache를 이용하기도 하며 이것을 WAMP라 한다. DBMS의 경우는 대부분 MySQL을 사용하고, 프로그램 언어는 설치할 서버 애플리케이션에 맞는 것을 사용한다. LAMP가 완전 무료인데 비해 WIMP는 윈도우 구입에 따른 비용이 발생한다.

## 같이 보기
- LAMP